# Monroe (Massachusetts)
Monroe és una població dels Estats Units a l'estat de Massachusetts. Segons el cens del 2000 tenia 93 habitants.

## Demografia
Segons el cens del 2000, Monroe tenia 93 habitants, 43 habitatges, i 23 famílies. La densitat de població era de 3,4 habitants/km².
Dels 43 habitatges en un 32,6% hi vivien nens de menys de 18 anys, en un 27,9% hi vivien parelles casades, en un 16,3% dones solteres, i en un 44,2% no eren unitats familiars. En el 37,2% dels habitatges hi vivien persones soles el 14% de les quals corresponia a persones de 65 anys o més que vivien soles. El nombre mitjà de persones vivint en cada habitatge era de 2,16 i el nombre mitjà de persones que vivien en cada família era de 2,83.
Per edats la població es repartia de la següent manera: un 24,7% tenia menys de 18 anys, un 8,6% entre 18 i 24, un 23,7% entre 25 i 44, un 25,8% de 45 a 60 i un 17,2% 65 anys o més.
L'edat mediana era de 41 anys. Per cada 100 dones de 18 o més anys hi havia 79,5 homes.
La renda mediana per habitatge era de 25.500 $ i la renda mediana per família de 21.250$. Els homes tenien una renda mediana de 23.750 $ mentre que les dones 28.125$. La renda per capita de la població era de 12.400$. Entorn del 37,5% de les famílies i el 21,8% de la població estaven per davall del llindar de pobresa.